# Acanthopathes humilis
Acanthopathes humilis är en korallart som först beskrevs av Pourtalès 1867.  Acanthopathes humilis ingår i släktet Acanthopathes och familjen Aphanipathidae. Inga underarter finns listade i Catalogue of Life.